# 尼鲁帕·罗伊
尼鲁帕·罗伊（1931年1月4日 - 2004年10月13日）是一位印度宝莱坞女演员，她經常在電影中以命運悲慘的母親的形象亮相。  1946年到1999年期間，她一共演了250多部电影，共三次获得印度電影觀眾獎。